# Лиственка
Лиственка (рус. Лиственка) река је на западу европског дела Руске Федерације. Протиче преко централних делова Псковске области, односно преко територија Островског, Порховског и мањим делом Новоржевског рејона. Десна је притока реке Черјохе, те део басена реке Нарве, односно Финског залива Балтичког мора са којима је повезана преко басена реке Великаје. У Черјоху се улива на 102. километру њеног тока узводно од ушћа, код села Желавкино.
Укупна дужина водотока је 46 km, а површина сливног подручја 370 km². Њене највеће притоке су Лучинка и Левоша (обе десне притоке).